# Между собакой и волком
«Между собакой и волком» — роман Саши Соколова, написанный в 1980 году в США. По мнению критиков мир романа «Между собакой и волком» — это мир ужаса и хаоса. «Между собакой и волком» — автобиографический роман, так как Саша Соколов работал егерем на Волге.
Само же действие романа происходит в вымышленной артели инвалидов имени Д. Заточника, в Заволчье — в местности за Волчьей рекой. В Заволчье есть деревни Городнище, Быдогоща, Вышелбауши, Мыломукомолово. Жители Заволчья — точильщики, утильщики, рыбаки, егеря. Главный герой — Илья Петрикеич Дзынзырэла.
В романе присутствует 37 стихотворных вставок, которые имеют общее название «Записки охотника», что отсылает к одноимённому произведению Тургенева. Каждая из них снабжена подзаголовком, указывающим на её жанровую, эмоциональную или содержательную направленность.
Режиссёр Андрей Могучий поставил по мотивам романа спектакль, за который получил приз конкурса «Новация» и Приз критиков и журналистов.